# Municipio de Upper Mahanoy
El municipio de Upper Mahanoy  (en inglés: Upper Mahanoy Township) es un municipio ubicado en el condado de Northumberland en el estado estadounidense de Pensilvania. En el año 2000 tenía una población de 599 habitantes y una densidad poblacional de 9 personas por km².

## Geografía
El municipio de Upper Mahanoy se encuentra ubicado en las coordenadas 40°43′00″N 76°37′59″O / 40.71667, -76.63306.

## Demografía
Según la Oficina del Censo en 2000 los ingresos medios por hogar en la localidad eran de $34,250 y los ingresos medios por familia eran $38,500. Los hombres tenían unos ingresos medios de $30,500 frente a los $22,188 para las mujeres. La renta per cápita para la localidad era de $13,387. Alrededor del 9,3% de la población estaban por debajo del umbral de pobreza.